# Caroline Stephen
Pour les articles homonymes, voir Stephen.
Caroline Emelia Stephen (8 décembre 1834 - 7 avril 1909), également connue sous le nom de Milly Stephen, est une philanthrope britannique et une écrivaine sur le quakerisme. Elle est la tante de Virginia Woolf.

## Biographie
Elle est née le 8 décembre 1834 à Kensington Gore sur Hyde Park Gate à Londres. Elle est la fille de l'abolitionniste Sir James Stephen et de Jane Catherine (née Venn) Stephen. Son père est sous-secrétaire permanent aux colonies .
Elle est la sœur des juristes Sir James Fitzjames Stephen et Sir Leslie Stephen (1832–1904) qui est le premier éditeur du Dictionary of National Biography. Elle est éduquée par des gouvernantes dans un foyer littéraire et religieux. Elle déménage de Londres à Brighton et de retour à Windsor puis à Wimbledon. Son père prend sa retraite du gouvernement lorsqu'elle est adolescente et elle déménage à nouveau lorsqu'il devient professeur Regius d'histoire à l'Université de Cambridge . Stephen aurait eu une histoire d'amour qui s'est mal terminée en 1857 . Selon son frère, Leslie, son amant est parti et est mort en Inde. Cependant, malgré l'expertise de Leslie en tant que biographe, il ne semble pas y avoir de corroboration pour ce récit.

## Quaker
Elle s'occupe des œuvres caritatives dans les années 1860 et elle publie « The Service of the Poor » en 1871 après avoir discuté de son hypothèse avec Florence Nightingale. Elle entame également des discussions sur la foi avec Robert Were Fox. Elle décide de devenir quaker et elle laisse derrière elle le christianisme évangélique de ses parents. Elle s'occupe de sa mère jusqu'à sa mort lorsqu'elle cofonde la Metropolitan Association for Befriending Young Servants avec sa cousine Sara Stephen. En 1877, elle fait construire un immeuble pour femmes à Chelsea, Hereford Buildings, qui est situé sur ce qui allait devenir Old Church Street.
En 1879, elle rejoint les Quakers et devient une fervente partisane de leurs vues. En 1890, elle publie Quaker Strongholds qui expose son point de vue et est bien accueillie comme un "classique Quaker" même 100 ans après sa publication. Virginia Woolf grandit avec son père appelant sa sœur "Silly Milly" ou "The Nun". Son livre fait d'elle la femme quaker la plus connue parmi ceux qui lisent des livres. Elle est anti-suffragette car elle considère que la majorité silencieuse des femmes ne veut pas de changement du statu quo. Son point de vue devient un peu plus populaire après sa mort car les suffragettes plus militantes rendent difficile pour les Quakers non violents de soutenir le point de vue féministe populaire.

## Cambridge
Stephen déménage à Cambridge en 1895 où elle peut témoigner aux étudiants du Newnham et Girton College des croyances des Quakers. Elle est assistée à Newnham par sa nièce, Katharine Stephen, qui est la directrice du Newnham College . Lorsque Virginia Woolf fait une dépression après la mort de son père en 1904, elle se rétablit chez un ami, puis passe du temps avec sa tante à Cambridge.
Stephen meurt chez elle à Cambridge le 7 avril 1909. Elle laisse un legs de 2 500 £ à sa nièce Virginia Woolf. Cet argent est considéré par celle-ci comme essentiel à sa carrière, car il l'a libérés  pour pouvoir se concentrer sur la réflexion ; l'argent, dit-elle, « m'a dévoilé le ciel » (voir A Room of One's Own ). En 1911, Katharine Stephen publie The Vision of Faith and other Essays qui contient les écrits de Caroline Stephen.